# Pablo Montesino y Cáceres
Pablo Montesino y Cáceres (Fuente el Carnero, 1781-Madrid, 1849) fue un pedagogo español, primer director y profesor de la Escuela Normal de Madrid. Licenciado en Medicina en 1806, ejerció como médico numerario del Ejército de Extremadura desde 1807 hasta 1814. Fue elegido diputado liberal por Extremadura en 1822, pero su voto a favor de la deposición por incapacidad de Fernando VII, le obligaría a exiliarse a Inglaterra durante once años, hasta la muerte del “rey Felón”, y la reinstauración de un régimen liberal en España.

## Biografía
Pablo Montesino y Cáceres nació en Fuente el Carnero en 1781 y murió en Madrid en 1849. Nació en el seno de una familia acomodada de cristianos viejos, cuya rama paterna era originaria en Trefacio y de Galende, pequeños y vecinos municipios zamoranos y lindantes con el lago de Sanabria, y la familia materna procedía de Cantalpino, situado al norte de la provincia de Salamanca y fronterizo con la provincia de Zamora. 
En 1806 se Licenció en Filosofía y Medicina, ejerció como médico numerario en el Ejército de Extremadura desde 1807 hasta 1814, además durante estos años se afilió a la Escuela Liberal fundada por Quintana, Muñoz Torrero y Luján (padre), y continuaba por Calatrava, Becerra, Landero, González, Infante y Luján (hijo).
En 1822 fue elegido diputado liberal por Extremadura, pero su voto a favor de la incapacidad de Fernando VII le obligó a exiliarse a Inglaterra durante once años, hasta la muerte del “Rey Felón” (Fernando VII, «el deseado») y la restauración de un régimen liberal en España.
Comenzó sus estudios superiores en la universidad de Valladolid, trasladándose a la universidad de Salamanca al curso siguiente. 
En su época estudiantil se empapó de tal forma del espíritu liberal circulante por entonces en la universidad helmántica, que no la abandonó. 
Pablo Montesino se exilia durante doce años en Inglaterra (1823-1834), debido a su votación el 29 de junio de 1823 en Sevilla, al considerar a Fernando VII incapacitado para gobernar. A partir de aquí, se encontró motivado por la necesidad de educar personalmente a sus hijos y se forma como un profesor moderno, siguiendo la teoría y las prácticas educativas de Locke, Rousseau, Pestalozzi, Lancaster, W. Paley, hermanos Mayo, Wilderspin, Fröbel. 
Una vez que el liberalismo pasó a dirigir el Gobierno en España, en 1834, Montesino volvió de su destierro y ocupó varios cargos nacionales de política educativa, colabora en la configuración legislativa del sistema escolar, fundó la primera escuela de párvulos de España y creó y dirigió la primera Escuela Normal española para la formación sistemática de maestros de enseñanza primaria. Contribuyó notablemente al desarrollo de la educación popular y escribió el primer manual de Pedagogía en lengua española. 
Desde la caída del absolutismo se va a intentar dar un giro a la política educativa y Pablo Montesino inspiró una instrucción para el régimen y gobierno de las escuelas primarias, y se dedicó a la creación de escuelas siguiendo el método Pestalozzi en Guadalajara, Alcoy y Madrid.
Montesino es uno de los inspiradores de la creación de las primeras escuelas normales, la primera de las cuales se inaugura en Madrid en 1839.

## Obra didáctica
- Las noches de un emigrado, manuscrito (h. 1834) conservado en el Consejo Superior de Investigaciones Científicas. Un amplio estudio en Martínez Navarro, Anastasio (1989). Pablo Montesino: "Las noches de un emigrado" (en el 150 aniversario de la creación de las Escuelas Normales en España). Bordón, Bordón. Madrid, 41 (4), pp. 613-679.
- Ligeros apuntes y observaciones sobre la instrucción secundaria o media y sobre la superior (1836).
- Curso de educación, métodos de enseñanza y pedagogía, manuscrito (h. 1840). Publicado un amplio compendio en  Martínez Navarro, Anastasio, edición, estudio y notas; Paloma Hernández Fraile, transcripción (1988). Curso de educación... Madrid: Centro de Publicaciones. Ministerio de Educación y Ciencia.
- Manual para los Maestros de Escuelas de Párvulos (1840).
- Serie de artículos publicados entre 1841 y 1846 en el Boletín oficial de Instrucción pública, órgano oficial del que fue su primer Director. Una amplia selección se publicó en 2006 (Liberalismo y educación del pueblo, estudio introductorio y edición a cargo de Bernat Sureda García, Madrid, Biblioteca Nueva; p.215)